# Maur (ort i Indien)
Maur är en ort i Indien.   Den ligger i distriktet Bathinda och delstaten Punjab, i den norra delen av landet, 250 km nordväst om huvudstaden New Delhi. Maur ligger 220 meter över havet och antalet invånare är 28 295.
Terrängen runt Maur är mycket platt. Runt Maur är det tätbefolkat, med 257 invånare per kvadratkilometer. Närmaste större samhälle är Mānsa, 18,0 km sydost om Maur. Trakten runt Maur består till största delen av jordbruksmark.